# Munamizoa
Munamizoa is een kevergeslacht uit de familie van de boktorren (Cerambycidae). De wetenschappelijke naam van het geslacht werd voor het eerst geldig gepubliceerd in 1940 door Matsushita & Tamanuki.

## Soorten
Munamizoa is monotypisch en omvat slechts de volgende soort:
- Munamizoa maculata (Matsushita & Tamanuki, 1935)